# Les Amants de Vérone
Les Amants de Vérone és una pel·lícula dramàtica francesa dirigida el 1949 per André Cayatte basada en una adaptació lliure en l'obra de William Shakespeare, Romeu i Julieta. La pel·lícula va ser un projecte conjunt del guionista Jacques Prévert i el director André Cayatte i va tenir un gran èxit internacional. es va estrenar a Itàlia el 1949, i el 1951 a nivell internacional.
Va ser rodat als estudis de Billancourt de París i a Venècia. El muntatge de la pel·lícula van ser dissenyat pel director artístic René Moulaert.

## Argument
La història està ambientada a la Itàlia de la postguerra i en la que Angelo, un bufador de vidre de Murano, s'enamora de Geòrgia Maglia, filla d'un magistrat feixista. Angelo i Geòrgia coneixen quan es converteixen en protagonistes d'una versió cinematogràfica de Romeo i Julieta rodada a Venècia. Inevitablement, s'enamoren i la seva aventura és paral·lela a la tragèdia de Shakespeare. La principal dificultat és el traçat de Rafaële, el despietat consigliere de la família Magia. Al final, Angelo és assassinat i Geòrgia mor al seu costat.

## Repartiment
- Serge Reggiani - Angelo (Romeo)
- Anouk Aimée - Georgia (Julieta)
- Martine Carol - Bettina Verdi,
- Pierre Brasseur - Rafaële
- Marcel Dalio - Amedeo Maglia
- Marianne Oswald - Laetitia
- René Génin - El guardià de la tomba
- Yves Deniaud - Ricardo,
- Charles Blavette - Cap dels bufadors de vidre
- Marcel Pérès - Domini, bufador de vidre

## Recepció crítica
TV Guide la va qualificar de "romanç intrigant", però a Bosley Crowther no li va agradar la pel·lícula, considerant-la "una història ambientada dins d'un estrany i grotesc quadre de morbositat contemporània a Venècia i una feixuga producció cinematogràfica a Itàlia." Pauline Kael va dir, "L'elegància poètica sensual de la pel·lícula contrasta amb els elements bruts que engloba ... Potser sentireu que heu estat massa conscients de les intencions artístiques de la pel·lícula i que el romanticisme us pot portar una mica de derisió."